# 羊角花又开
《羊角花又开》是中国内地歌手刘惜君于2010年8月10日发表的一首单曲，内容为纪念2008年汶川大地震。此歌收录于当年8月19日发行的合辑《映秀中国》，是东莞援建映秀灾区的文化项目之一。

## 说明
这是一首舒缓的民谣风歌曲，由梁天山作词，陈辉权作曲，采用手风琴和钢琴交响融合的编曲模式，描述了满山羊角花（羌族人对杜鹃花的称呼）的仙境，大气而又复古。创作者在四川羌族地区采风时，因看到漫山遍野的羊角花而得到灵感并因此创作了这首歌。
2010年8月10日，歌曲在网上首播。之后连续三周在蒙牛中联榜蝉联冠军，并成为中联榜2010年内地十大金曲之一。